# Premi de la Crítica de poesia basca
El Premi de la Crítica de poesia basca és un premi literari d'Espanya que, des de 1976, concedeix l'Associació Espanyola de Crítics Literaris dins la convocatòria anual del Premi de la Crítica, a la millor obra de poesia escrita en èuscar i publicada durant els dotze mesos anteriors a l'entrega del premi. La mateixa associació entrega els Premis de la Crítica de narrativa i poesia en la resta de les llengües oficials de l'Estat espanyol: català, castellà i gallec.

## Guardonats amb el Premi de la Crítica de narrativa basca[1]
- 1978: Bernardo Atxaga (Euskadi, 1951) per Etiopía
- 1979: Juan Mari Lekuona (Euskadi, 1927-2005) per Ilargiaren eskolan
- 1980: Tere Irastorza (Euskadi, 1961) per Gabeziak
- 1981: Xavier Lete (Euskadi, 1944) per Urrats desbideratuak
- 1982: Arantxa Urretabizkaia (Euskadi, 1947) per Maitasunarem magalean
- 1983: Joxe Austin Arrieta (Euskadi, 1949) per I arrotzarena il neuritz neurgabeak
- 1984: Patricio Urkizo (Euskadi, 1946) per Zeren azken finean
- 1985: Felipe Juaristi (Euskadi, 1957) per Denbora, nostalgia
- 1986: Joxe Austin Arrieta (Euskadi, 1949) per Berso paper prinzatuak
- 1987: Felipe Juaristi (Euskadi, 1957) per Hiriaren melankilia
- 1988: Patxi Ezkiaga (Euskadi, 1943) per Ispiluaren isladaketak
- 1989: Imanol Irigoien (Euskadi, 1940) per Las distancias interiores de la luz
- 1990: Juan Mari Lekuona (Euskadi, 1927-2005) per Mimodramak eta ikonoak
- 1991: Joxerra Garzia Garmendia (Euskadi, 1953) per Zotak Egunak
- 1992: Amaia Iturbide (Euskadi, 1961) per Izulbidea
- 1993: Rikardo Arregi (Euskadi, 1958) per Hari hauskorrak
- 1994: -no concedit-
- 1995: Jose Luis Otamendi (Euskadi, 1959) per Lur bat zure minari
- 1996: Juan Ramon Madariaga (Euskadi, 1962) per Argia sorteen den izartegia
- 1997: Patxi Ezkiaga (Euskadi, 1943) per Zauriaen salmoak
- 1998: Rikardo Arregi (Euskadi, 1958) per Kartografia
- 1999: José Luis Padron (Euskadi, 1970) per Ibaia euri erasotan bezala
- 2000: Miren Agur (Euskadi, 1962) per Azalaren kodea
- 2001: Kirmen Uribe (Euskadi, 1970) per Bitartean heldu eskutik
- 2002: Juan Kruz Igerabide (Euskadi, 1956) per Mailu isila
- 2003: Tere Irastorza (Euskadi, 1961) per Glosak esana zetorrenaz
- 2004: Felipe Juaristi (Euskadi, 1957) per Begi-izaiak
- 2005: Angel Erro (Navarra, 1978) per Gorputzeko Humoreak
- 2006: Koldo Izagirre (Euskadi, 1953) per Rimmel
- 2007: Jon Gerediaga (Euskadi, 1975) per Jainkoa harrapatzeko
- 2008: Xabier Lete (Euskadi, 1944) per Egusentiko esku izoztuzh
- 2009: Juanra Madariaga (Euskadi, 1962) per Eroriaren logica
- 2010: Miren Agur (Euskadi, 1962) per Bitsa eskuetan
- 2011: Aritz Gorrotxategi (Euskadi, 1975) per Hariaz beste
- 2012: Rikardo Arregi (Euskadi, 1958) per Bitan esan becharra
- 2013: Joxan Artze (Euskadi, 1939) per Heriotzarenataria dugu bizitza i Bizitzaren atea dukegu heriotza
- 2014: Felipe Juaristi (Euskadi, 1957) per Piztutako etxea[2]
- 2015: Juan Kruz Igerabide (Euskadi, 1956) per Lainoa janez
- 2016: Asier Serrano (Euskadi, 1975) per Linbotarrak
- 2017: Luis Garde (Euskadi, 1961) per Barbaroak baratzean
- 2018: Juanjo Olasagarre per Ia hemen
- 2019: Pello Otxoteko per	Itsas bizimina
- 2020: Jon Gerediaga per Natura Berriak[3]